# عبد المجيد الدوسري (لاعب كرة قدم مواليد 1994)
عبد المجيد الدوسري (مواليد 1 يوليو 1994) هو لاعب كرة قدم سعودي.

## مسيرة اللاعب
كانت بداياته مع الفئات السنية في نادي النصر و لعب بعدها مع نادي الطائي ونادي الشعلة ونادي التقدم ونادي الدرعية ونادي الأخدود ونادي نجران ونادي الزلفي.